# هلا يماني
هلا يماني (12 مارس 1985 -)، ممثلة سورية. بدأت مشوارها الفني في عام 2004 في المسلسلات التلفزيونية.

## اعتزالها
اعتزلت الفن وارتدت الحجاب سنة 2023.

## أعمالها
- باب الحارة
- ليالي الصالحية.
- القضية 2008.
- مرايا 2006.
- كثير من الحب كثير من العنف (مسلسل).
- عقاب 2.
- فزلكة عربية
- التجلي الأخير لغيلان الدمشقي.
- جمال الروح.
- أولاد القيمرية.
- قيود روح.
- الولادة من الخاصرة.
- رجال العز. بدور عزيزه
- سوق الورق.
- رومانتيكا.
- منبر الموتى.
- بناتي حياتي. بدور قمر
- قلة ذوق وكثرة غلبة
- نقطة انتهى بدور ام مروان

## وصلات خارجية
- هلا يماني على موقع قاعدة بيانات الأفلام العربية